# Iris C. de Corbavia
Iris C. de Corbavia (* 21. Juli 1954 in Split) ist eine kroatische Schriftstellerin.

## Biografie
In ihrer Heimatstadt schloss sie Gymnasium und Musikschule ab und studierte Romanistik und Slawistik an der Philosophischen Fakultät der Universität Zagreb, und Musikwissenschaft an der Musikakademie in Zagreb. Sie studierte außerdem an der Universität für ausländische Studenten in Perugia, und hat an der Hochschule für angewandte Kunst in Zürich ein Studium in Kunst und Kunstgeschichte abgeschlossen.
De Corbavia nahm an Gruppenausstellungen in Deutschland teil und stellte unabhängig aus. Sie veröffentlichte eine Reihe von kurzen literarischen Werken; ihr erster Roman Torquata entstand nach mehrjähriger Recherche der Familienarchive und weitreichender historischen Datenquellen. Im Jahr 1985 zog sie mit der Familie nach Deutschland und lebt in Düsseldorf.

## Bücher
- „Torquata“, Verlag TVSCVLVM, Zagreb, 2009., ISBN 978-953-95144-5-5